# Isla de Miquelón
La isla de Miquelón (conocida también como Grande Miquelon) es una de las tres principales islas de San Pedro y Miquelón. Se conecta a la isla de Langlade (llamada también Petite Miquelon), de similar tamaño, por un banco de arena fina de tómbolo conocido como La Dune.

## Población
Miquelón y Langlade están formando la comuna de Langlade-Miquelon, con una población total de 616 habitantes (censo de 2006).